# Nakaba Suzuki
Nakaba Suzuki (鈴木央 Suzuki Nakaba?,  Sukagawa, Fukushima, 8 de febrero de 1977) es un mangaka japonés. Sus obras más conocidas son las series Kongō Banchō y Nanatsu no Taizai.

## Biografía
El primer manga que leyó fue Dr. Slump, y al comenzar el instituto se mostró más interesado por obras de artes marciales como Hokuto no Ken.
Debutó en 1994 con la obra autoconclusiva Revenge, galardonada con el Hop Step Award para autores noveles de la editorial Shūeisha. A raíz de ese premio publicó dos series en la revista Weekly Shōnen Jump: Rising Impact (1998-2002), protagonizada por un joven golfista, y Ultra Red (2002-2003), basada en el mundo de las artes marciales. Después llegó a compaginar dos series: el romance Boku to Kimi no Aida Ni (Ultra Jump, 2004) y el spokon Blizzard Axel (2005), ambientado en el patinaje sobre hielo y publicado para la Weekly Shōnen Sunday de Shōgakukan.
Entre 2007 y 2010 dibujó para Weekly Shōnen Sunday la serie Kongō Banchō, protagonizada por un pandillero de buen corazón, de la que llegaron a publicarse doce tomos.
En 2012 puso en marcha Nanatsu no Taizai en la Weekly Shōnen Magazine de Kōdansha. Ambientada en una orden compuesta por los peores criminales de un reino ficticio, se ha convertido en la obra de mayor éxito de la carrera de Suzuki. La serie se publicó hasta 2020 con 41 tomos recopilatorios, contó con adaptación al anime, y fue galardonada en 2015 con el Premio de Manga Kōdansha al mejor shōnen.